# Knäck
El knäck es un toffee preparado en la cocina sueca en el periodo navideño como postre.